# Esther Akihary
Esther Akihary (* 14. April 1987 in Veenendaal) ist eine ehemalige niederländische Leichtathletin, die sich auf den Sprint spezialisiert hat. Mit der niederländischen 4-mal-100-Meter-Staffel wurde sie 2012 in Helsinki Vizeeuropameisterin und feierte damit ihren größten sportlichen Erfolg. 

## Sportliche Laufbahn
Erste internationale Erfahrungen sammelte Esther Akihary im Jahr 2009, als sie bei den U23-Europameisterschaften in Kaunas mit der niederländischen 4-mal-100-Meter-Staffel mit 45,61 s im Vorlauf ausschied. 2012 verhalf sie der Staffel bei den Europameisterschaften in Helsinki zum Finaleinzug und trug somit zum Gewinn der Silbermedaille bei. Sie bestritt bis 2018 Wettkämpfe auf regionaler und nationaler Ebene, ehe sie ihre aktive sportliche Karriere im Alter von 31 Jahren beendete.
2008 wurde Akihary niederländische Meisterin im 200-Meter-Lauf sowie 2015 in der 4-mal-100-Meter-Staffel.

## Persönliche Bestleistungen
- 100 Meter: 11,59 s (+2,0 m/s), 5. Juli 2012 in Lüttich
  - 60 Meter (Halle): 7,38 s, 4. Februar 2012 in Luxemburg
- 200 Meter: 23,73 s (+1,3 m/s), 17. Juli 2012 in Heusden-Zolder